# Masticació

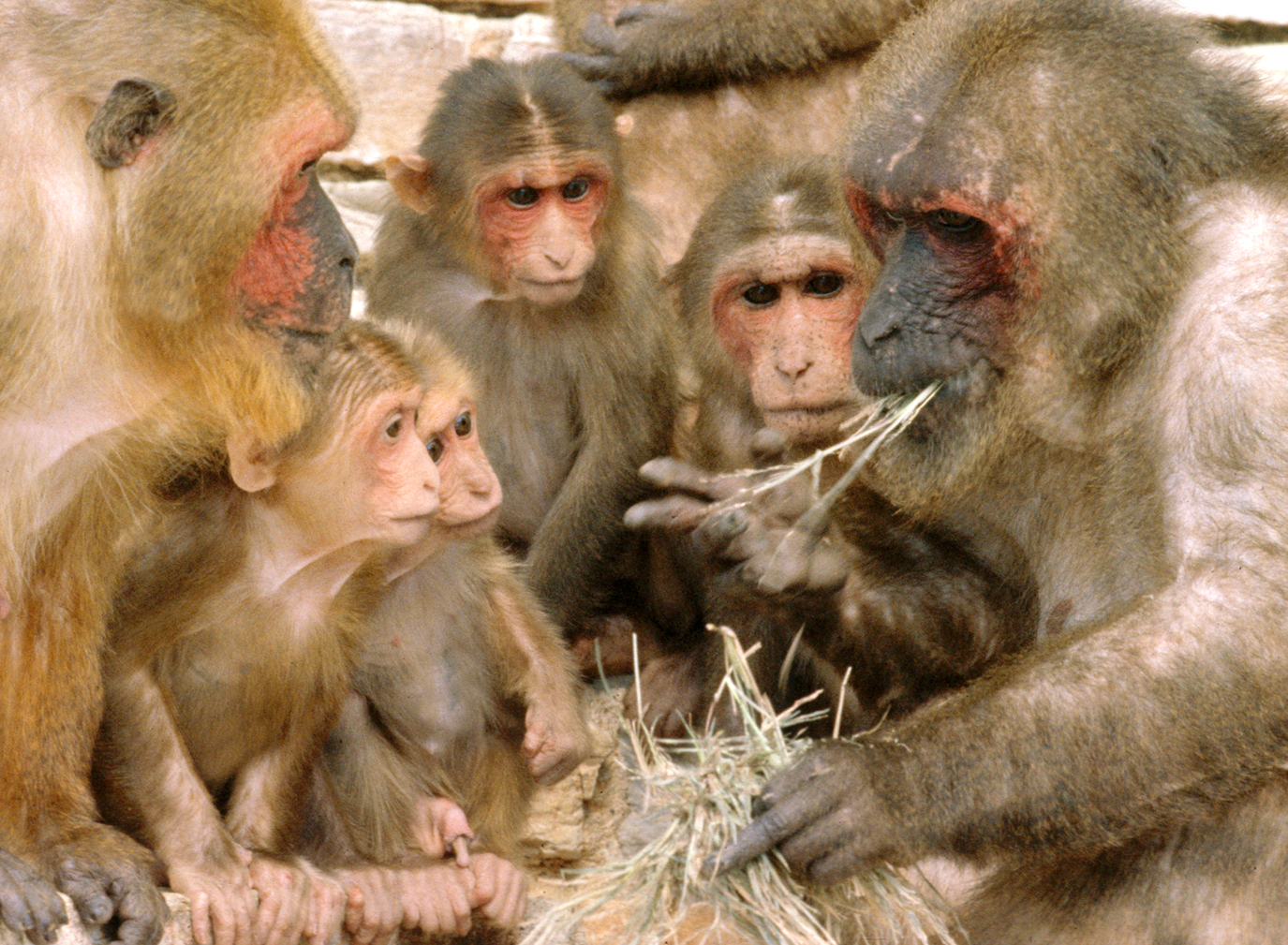
Mico mastegant mentre que altres miren

La masticació l'acció de mastegar els aliments sòlids amb col·laboració dels òrgans i les parets de la boca. Mastegar és el procés pel qual els aliments són triturats per les dents. Forma part de la funció digestiva present en una gran varietat d'animals, inclòs l'home.
És el primer pas de la digestió, i augmenta la superfície dels aliments per permetre una descomposició més eficient per part dels enzims. Durant el procés de masticació, l'aliment es col·loca per la galta i la llengua entre les dents per triturar. La peça dental té unes cúspides que faciliten la masticació i han de desplaçar-se per afavorir la superfície de la masticació. Els músculs de la masticació mouen les mandíbules per posar les dents en contacte intermitent, tancant i obrint repetidament. A mesura que es continua mastegant, el menjar es fa més suau i calent, i els enzims de la saliva comencen a descompondre els hidrats de carboni dels aliments.
En dur a la boca aliments i mastegar es produeix una abundant secreció de saliva, això es deu a una acció, reflex congènit o incondicionada. La secreció de saliva és una resposta a l'estimulació directa de les cèl·lules del gust o de la mucosa bucal.
En l'home, la masticació va a càrrec de les dents o, més concretament, dels molars, en col·laboració amb la llengua. El producte de la masticació és el bol alimentari. Després de mastegar, el menjar (ara anomenat bolus) s'empassa. Entra a l'esòfag i per peristaltisme continua cap a l'estómac, on es produeix el següent pas de la digestió. Augmentar el nombre de mastegades per mossegada augmenta les hormones intestinals rellevants. Els estudis suggereixen que mastegar pot disminuir la gana autoinformada i la ingesta d'aliments.
Durant la masticació, els llavis, la mandíbula, les galtes i la llengua treballen amb una notable coordinació de moviments. Les dents incisives penetren en l'aliment i el sostenen, mentre que les mans -si cal- l'agafen per a esqueixar-lo. La missió de triturar queda reservada a les molars. Les mandíbules a més de tenir la capacitat de tancar-se amb notable força, realitzen també moviments laterals, que ajuden a moldre cada vegada més finament l'aliment. Els músculs de les galtes, dels llavis i sobretot de la llengua porten contínuament els trossos més grans sota els molars, recollint al mateix temps la saliva que brolla dels conductes de les glàndules i humiteja l'aliment triturat fins a formar una petita massa pastosa, anomenada bol, que es pot deglutir més fàcilment.